# 紫峰タワー
紫峰タワー（紫峰大厦, 紫峰大廈, 拼音: zǐfēng dàshà, 英語: Nanjing Greenland Financial Center, 南京グリーンランド金融センター）、別名「緑地広場・紫峰大厦」（绿地广场.紫峰大厦, 綠地廣場.紫峰大廈, 英語: Greenland Square Zifeng Tower）は中華人民共和国南京市鼓楼区に位置する超高層ビル。尖塔までの高さは450メートル、89階建てで、オフィス、ホテル、商業施設などが入居する複合用途のビルである。上海緑地グループと南京国資グループが投資を行っている。2010年4月に開業した。
2008年9月26日に棟上がなされた時点で、紫峰タワーは上海環球金融中心に次ぐ中国第2位の高さの超高層ビルとなり、同時に世界第5位の高さのビルとなった。

## 構造

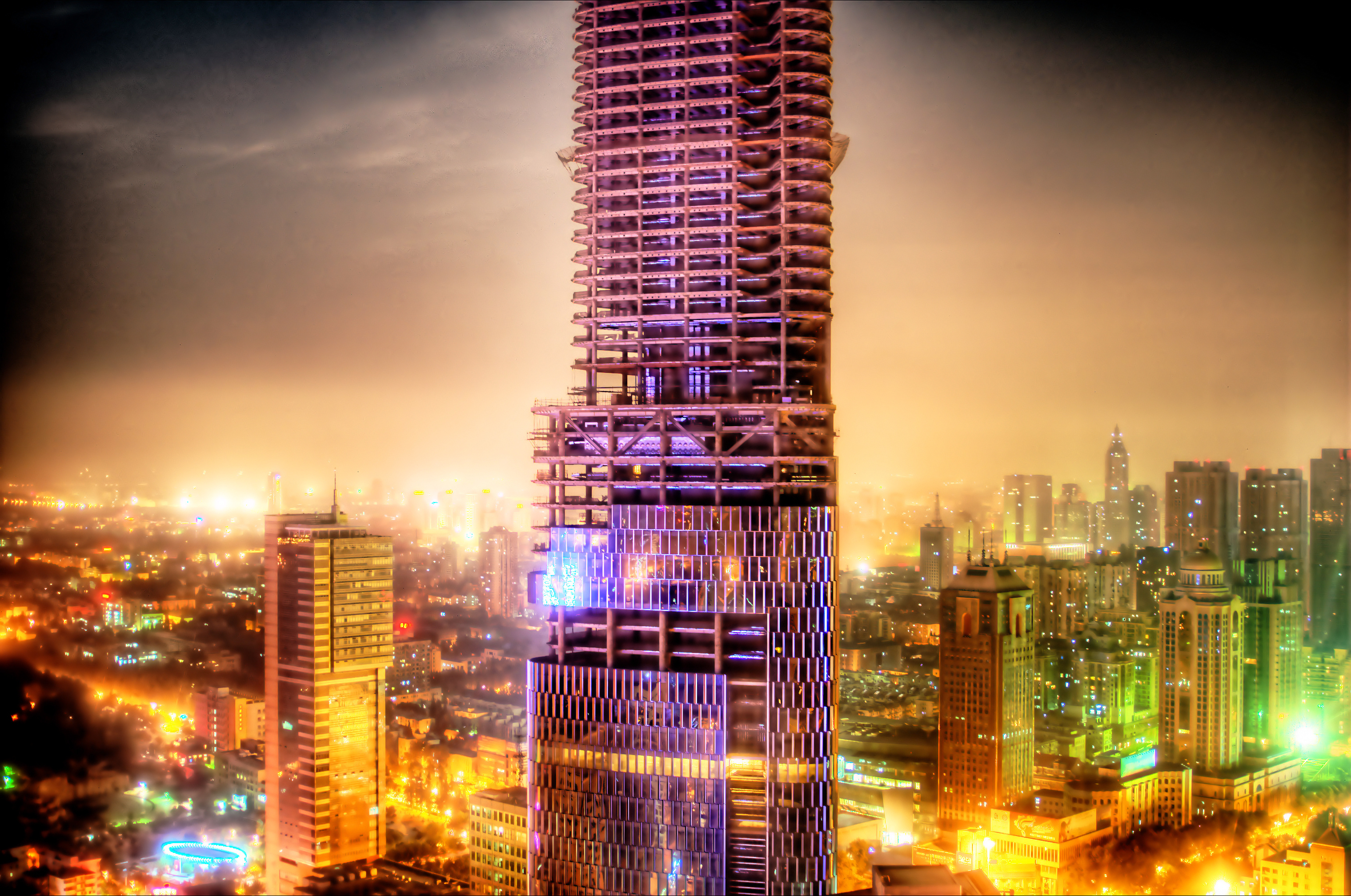
建設中の紫峰大廈

断面は三角形で、それぞれの面は南京を取り巻く紫金山や玄武湖などに面している。ガラス張りの部分は分節されており、オフィス部分やホテル部分といった用途の違いを外からわかりやすく示している。ビルの中心には鉄筋コンクリート耐震壁の巨大な筒状構造があり、ビルの外周には鉄筋コンクリートとワイドフランジ形鋼を合わせた複合柱が筒状の構造体を形成している。この二つの筒状の構造体がビルを支え、その間には鉄鋼の梁が渡されている。尖塔を戴く中央の塔の最上部にはレストランや展望台が入る。展望台は72階（287メートル）の位置にあり、南京市街や周囲の山々や長江などを眺め渡すことができる。

## 設計とデザイン

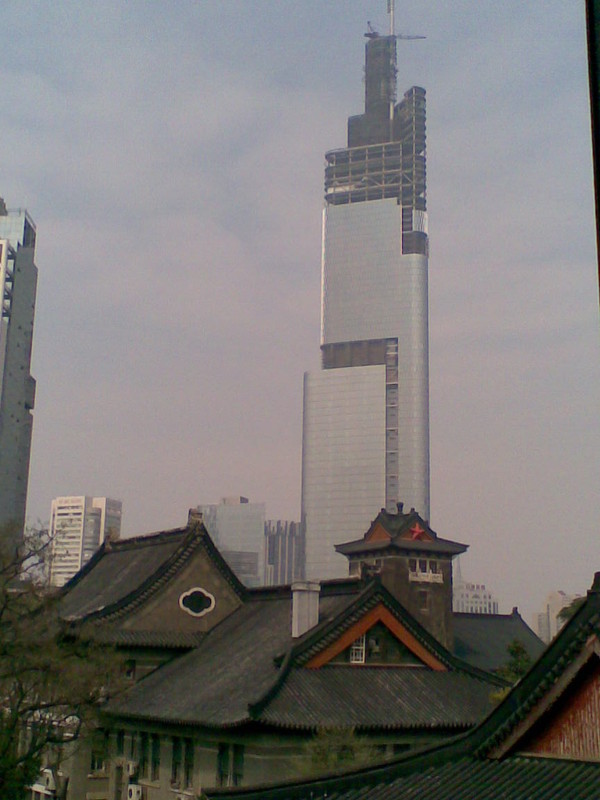
紫峰大廈と南京の古い町並み

このビルの建築設計競技（コンペ）に勝ったのはスキッドモア・オーウィングズ・アンド・メリル（SOM）のマーシャル・ストラバラ（Marshall Strabala）とエイドリアン・スミスで、ブルジュ・ハリーファの設計でも共に働いている。コンペ後は、エイドリアン・スミスの助言下で同じくSOMで働くゴードン・ギル（Gordon Gill）が主に設計を行った。
古都・南京の中心である鼓楼広場に面して屹立するビルの設計にあたっては、ストラバラとスミスは南京の古代からの資料を調べその都市文化の解読を行った。このデザインには東方の湖に住むとされる蟠龍、南京を取り巻いて流れる長江、花園に囲まれた街、市民の気質などのイメージが反映している。ガラスカーテンウォールの独特の形状は龍のうろこに似ており、太陽の下で巨龍が奮起して輝くさまを思わせる。